# Sas Brune
Sas Brune is een Belgisch bier. Het wordt gebrouwen door Brouwerij Het Sas te Boezinge, een deelgemeente van Ieper.
Sas Brune is een donker bier van hoge gisting met een alcoholpercentage van 5,3%.
Het bier wordt gemaakt voor de export naar Frankrijk.